# هورین (میزوری)
هورین (به انگلیسی: Horine) یک منطقهٔ مسکونی در ایالات متحده آمریکا است که در شهرستان جفرسون، میزوری واقع شده‌است. هورین ۲٫۲ کیلومتر مربع مساحت و ۱٬۰۰۲ نفر جمعیت دارد و ۱۲۸ متر بالاتر از سطح دریا واقع شده‌است.